# Teolog (województwo kujawsko-pomorskie)
Teolog – (niem. Theolog) wieś w Polsce położona w województwie kujawsko-pomorskim, w powiecie tucholskim, w gminie Lubiewo, nad wschodnim brzegiem jeziora Drzycimskiego. Miejscowość wchodzi w skład sołectwa Bysław.
W latach 1975–1998 miejscowość administracyjnie należała do województwa bydgoskiego.